# Liqeni i Belshit
Liqeni i Belshit är en sjö i Albanien.   Den ligger i prefekturen Qarku i Elbasanit, i den centrala delen av landet, 40 km söder om huvudstaden Tirana. Liqeni i Belshit ligger 162 meter över havet.
Trakten runt Liqeni i Belshit består till största delen av jordbruksmark.  Runt Liqeni i Belshit är det ganska tätbefolkat, med 192 invånare per kvadratkilometer.